# Wyspa Bożego Narodzenia
Wyspa Bożego Narodzenia (Terytorium Wyspy Bożego Narodzenia; ang. Christmas Island, Territory of Christmas Island; malajski Pulau Krismes, Wilayah Pulau Krismas; chiń. 圣诞岛 – Shèngdàn Dǎo, 圣诞岛领地 – Shèngdàn Dǎo Lǐngdì) – australijskie terytorium zależne składające się z wyspy o tej samej nazwie. Położone jest na Oceanie Indyjskim, 380 km na południe od indonezyjskiej wyspy Jawa. Geograficznie stanowi część Azji, jednak ze względu na obecną przynależność polityczną, terytorium to niekiedy jest zaliczane do Oceanii (do 1958 roku również pod względem politycznym było terytorium azjatyckim).

## Ustrój polityczny
Wyspa Bożego Narodzenia, na mocy Christmas Island Act 1958, jest terytorium zewnętrznym Australii administrowanym przez Department of Transport and Regional Services. Australijski administrator, którym od 5 października 2017 jest Natasha Griggs, mianowany jest przez Gubernatora Generalnego Australii i reprezentuje zarówno Australię, jak i monarchię brytyjską.
Lokalną władzę na wyspie sprawuje dziewięcioosobowa Rada (Shire of Christmas Island), wybierana na czteroletnią kadencję w bezpośrednich wyborach. Połowa składu Rady wymieniana jest co dwa lata.
Wyspa nie ma podziału administracyjnego.

## Geografia

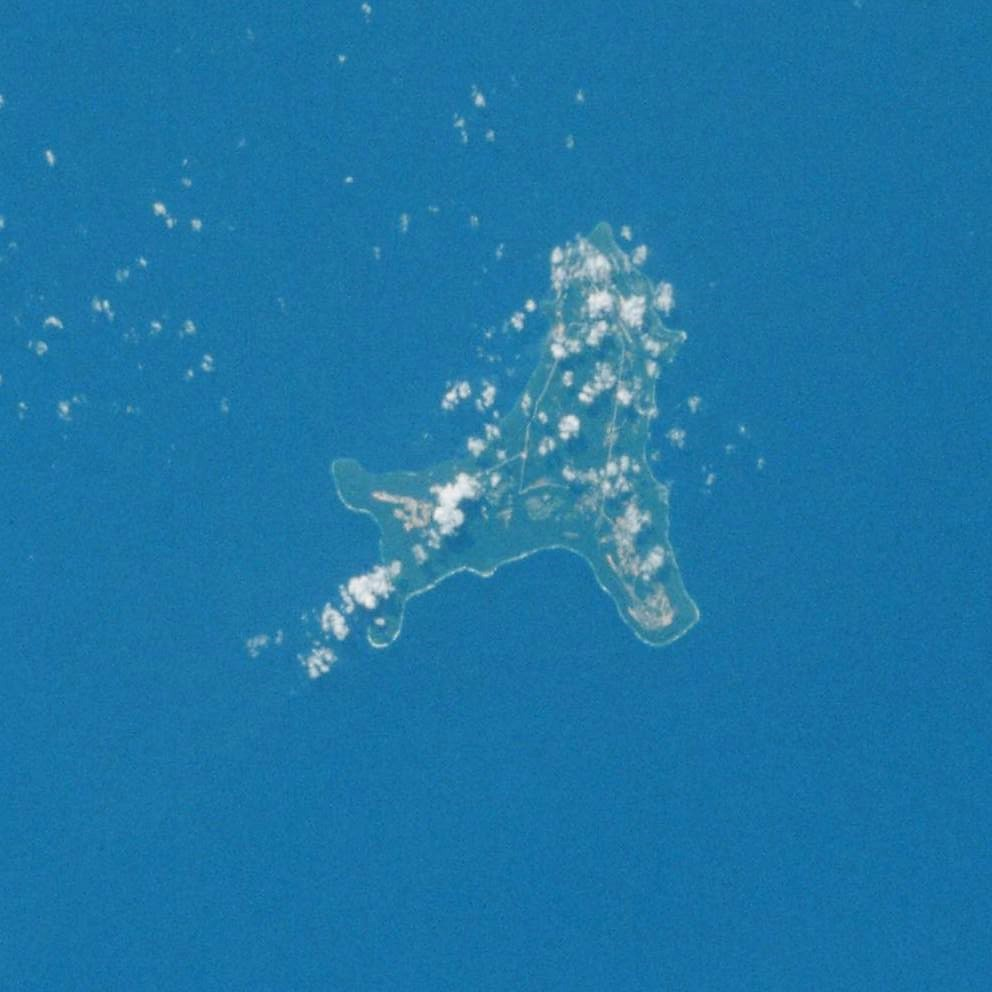
Zdjęcie satelitarne z 1983 roku

Wyspa Bożego Narodzenia położona jest na Oceanie Indyjskim, 380 km na południe od Jawy i 2650 km na północny zachód od Perth. Od najbliższego wybrzeża Australii oddalona jest o 1565 km.
Stolicą terytorium jest Flying Fish Cove, zwane czasami również The Settlement, czyli po prostu osiedle. Stolica Settlement, wraz z przyległymi osiedlami: Drumsite, Poon Saan, Silver City, położona jest w północno-wschodniej części wyspy i stanowi główne skupisko ludności terytorium. Na wschód od lotniska znajduje się niewielkie osiedle Waterfall, a na południu wyspy osiedle obsługujące kopalnię – South Point.
Wyspa jest nadwodną częścią, wysokiej na ok. 5000 m, podmorskiej góry, której szczyt ma postać płaskowyżu zajmującego całe wnętrze wyspy. Najwyższe wzniesienie to Murray Hill – 361 m n.p.m. Większość skał, z których zbudowany jest płaskowyż, stanowią wapienie powstałe w wyniku osadzania się przez miliony lat koralowców. Widoczne są również skały wulkaniczne, z których zbudowany jest trzon wyspy.
Powierzchnia wyspy 135 km², linia brzegowa 139 km, urozmaicona jest trzema dużymi, nienazwanymi półwyspami. 80 km wybrzeża stanowią klify, przeważnie osiągające 20 m wysokości, na wyspie jest również 13 plaż. Wyspę otacza wąski pas rafy koralowej.
Większość powierzchni pokrywa wilgotny las równikowy, a 63% jej powierzchni zostało objęte ochroną jako Christmas Island National Park.
Ze względu na późne zaludnienie wyspa ma bogatą florę i faunę. Występuje tu ok. 200 gatunków roślin kwitnących, w tym 25 gatunków drzew. Najbardziej znanym przedstawicielem lokalnej fauny jest czerwony krab. Co roku w listopadzie odbywa się migracja krabów czerwonych, w której uczestniczy ok. 100 mln osobników. Poza krabem czerwonym występuje tu jeszcze 19 innych gatunków krabów, w tym krab kokosowy. Wyspa jest również siedliskiem kilkudziesięciu gatunków ptaków, w tym kilku endemicznych oraz kilku gatunków gadów. Na wyspie nie występują dziko żyjące ssaki.

## Klimat
Wyspa leży w strefie klimatu tropikalnego z temperaturami w dzień wahającymi się od 26 °C w najchłodniejszych miesiącach do 28 °C w najcieplejszych. Południowo-wschodnie wiatry wiejące przez cały rok powodują, że klimat jest łagodny. W wilgotnej porze roku, trwającej od listopada do kwietnia, zdarzają się sztormy. Roczna suma opadów wynosi 2000 mm.
| Miesiąc | Sty  | Lut  | Mar  | Kwi  | Maj  | Cze  | Lip  | Sie  | Wrz  | Paź  | Lis  | Gru  | Roczna |
| --- | ---- | ---- | ---- | ---- | ---- | ---- | ---- | ---- | ---- | ---- | ---- | ---- | ------ |
| Średnie temperatury w dzień [°C]                                                                           | 28,0 | 28,0 | 28,3 | 28,3 | 27,9 | 27,2 | 26,4 | 26,1 | 26,3 | 27,0 | 27,3 | 27,7 | 27,4   |
| Średnie dobowe temperatury [°C]                                                                            | 25,4 | 25,4 | 25,7 | 25,9 | 25,9 | 25,3 | 24,5 | 24,2 | 24,3 | 24,9 | 25,1 | 25,1 | 25,1   |
| Średnie temperatury w nocy [°C]                                                                            | 22,7 | 22,7 | 23,1 | 23,4 | 23,8 | 23,3 | 22,5 | 22,0 | 22,2 | 22,7 | 22,8 | 22,5 | 22,8   |
| Opady [mm]                                                                                                 | 269  | 348  | 301  | 245  | 159  | 144  | 99   | 38   | 31   | 43   | 138  | 202  | 2017   |
| Średnia liczba dni z opadami                                                                               | 18,2 | 19,8 | 21,0 | 18,0 | 15,6 | 13,7 | 12,5 | 9,6  | 8,0  | 7,5  | 11,5 | 14,6 | 170    |
| Źródło: Bureau of Meteorology (liczba dni z opadami dla wartości 0,1 mm, wysokość 261 m n.p.m., 1981-2010) |      |      |      |      |      |      |      |      |      |      |      |      |        |

| Sty  | Lut  | Mar  | Kwi  | Maj  | Cze  | Lip  | Sie  | Wrz  | Paź  | Lis  | Gru  | Rok  |
| ---- | ---- | ---- | ---- | ---- | ---- | ---- | ---- | ---- | ---- | ---- | ---- | ---- |
| 28,8 | 28,9 | 29,5 | 29,3 | 28,9 | 28,1 | 27,1 | 26,4 | 26,2 | 26,6 | 27,2 | 28,3 | 27,9 |

## Historia

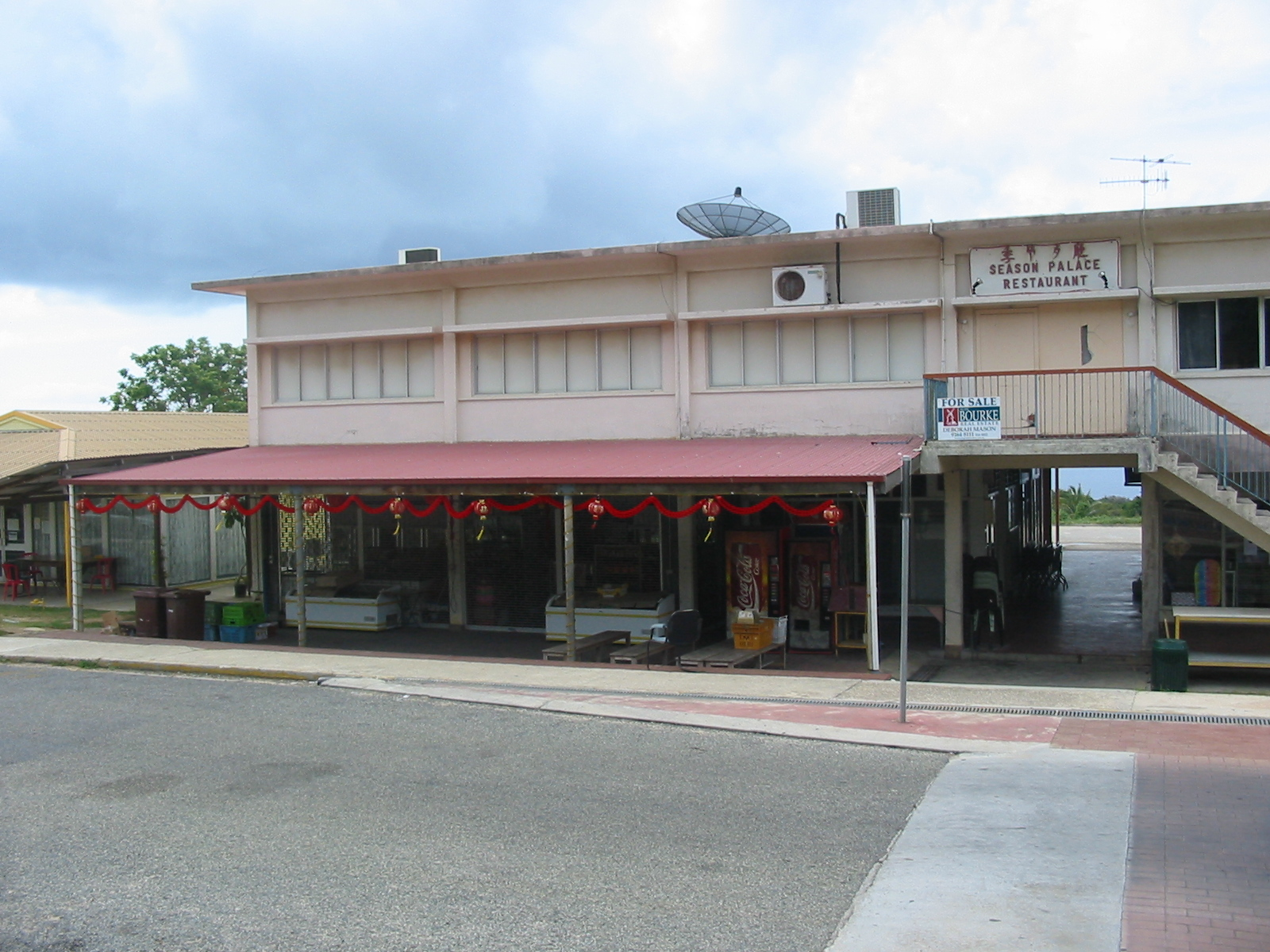
Poon Saan

Pierwsze wzmianki o wyspie pojawiły się już w 1615 r., jednak dopiero w 1643 r. holenderski kapitan William Mynors dotarł do niej w dzień Bożego Narodzenia, nadając jej okolicznościową nazwę. Przez następne dwa stulecia Holendrzy nie wykazywali żadnego zainteresowania wyspą. Dopiero w drugiej połowie XIX w. wyspę zaczęto odwiedzać częściej, dokonując jej eksploracji. W 1887 r. ekspedycja na statku "Egeria" przeprowadziła na wyspie wstępne badania geologiczne, przywożąc z niej próbki fosforytów.
W wyniku odkrycia tych złóż fosforytów, 6 czerwca 1888 r. Wielka Brytania anektowała wyspę. W roku następnym wyspa została wydzierżawiona na 10 lat rodzinie Clunies-Ross, która od 1886 r. była posiadaczem Wysp Kokosowych. Zbudowano wtedy pierwsze osiedle w zatoce Flying Fish (dzisiejsze Flying Fish Cove) oraz rozpoczęto wydobywanie fosforytów, do czego wykorzystano robotników sprowadzonych z Singapuru, Chin i Malezji – ich potomkowie stanowią obecnie większą część mieszkańców terytorium. Wybudowano także linię kolejową przez centralną część wysoczyzny, z Flying Fish Cove do kopalni w południowej części wyspy.
W 1899 wyspa została wydzierżawiona British Phosphate Company, a od 1900 weszła formalnie w skład brytyjskiej kolonii Straits Settlements (dzisiejszy Singapur i część Malezji).
31 marca 1942 wyspa została zajęta przez wojska japońskie. Przed inwazją na wyspie znajdował się zaledwie 30-osobowy garnizon brytyjski, składający się w większości z indyjskich żołnierzy i kilku oficerów angielskich. Indyjscy żołnierze, wierząc w propagandę japońską twierdzącą, że Japonia walczy z Wielką Brytanią aby uwolnić m.in. Indie z brytyjskiego kolonializmu, wymordowali swoich oficerów i poddali wyspę Japonii. Wyspa stała się bazą dla japońskich lotów zwiadowczych nad Australię, miała być też ważnym elementem w planowanej inwazji Australii. Wyspa została wyzwolona w sierpniu 1945.
Po wojnie, przez rok, wyspa pozostała pod administracją wojskową, a następnie powróciła pod administrację kolonii Singapur (powstałej w wyniku zlikwidowania w 1946 kolonii Straits Settlements). W 1948 r. kopalnie fosforytów kupiły rządy Australii i Nowej Zelandii. Gdy w 1958 r. Singapur uzyskał samodzielność, Wielka Brytania przekazała wyspę Australii i od tej pory stanowi ona terytorium zależne tego kraju. W 1994 r. zostało przeprowadzone referendum niepodległościowe, w którym jednak większość głosujących opowiedziała się za pozostaniem pod władzą Australii.

## Gospodarka

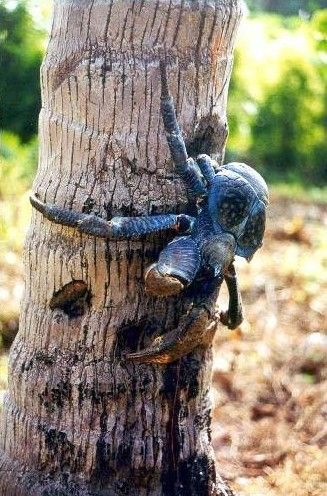
Krab palmowy

Wydobycie wysokogatunkowych fosforytów było przez długi czas jedynym rodzajem przemysłu na wyspie. Już w 1903 r. z odkrywkowych kopalni wydobyto ponad 70 tys. ton fosforytów, a w 10 lat później 150 tys. ton. Dopiero po II wojnie światowej wydobycie w znacznym stopniu zmechanizowano, a produkcja wyraźnie wzrosła. Całą produkcję przewożono zbudowaną w 1914 r. linią kolejową długości 18 km do pirsu przeładunkowego we Flying Fish Cove, skąd transportem morskim trafiały do Australii, głównie do portu we Fremantle. W 1961 r. produkcja wyniosła 600 tys. ton skał fosforytowych i dodatkowo ok. 70 tys. ton pyłu fosforytowego. W roku 1978 wyspa wyeksportowała 1,1 mln skał fosforytowych do Australii i Nowej Zelandii oraz 130 tys. ton mączki fosforytowej do Singapuru.
Już z końcem lat 70. XX w. szacowano, że kopalnie, znajdujące się w południowej części wyspy, zapewnią wydobycie tylko na ok. 10 lat. Zostały one zamknięte w 1987 r., lecz otworzono je ponownie w roku 1991. Obecnie dają one zajęcie 19% wszystkich zatrudnionych na wyspie i przynoszą 16% wpływów budżetowych, będąc najważniejszym źródłem dochodów terytorium.
W 2001 wybudowano tymczasowy ośrodek dla nielegalnych migrantów, którzy drogą morską próbują dotrzeć do Australii. Do 2007 ma być gotowy duży i nowoczesny ośrodek (Reception and Processing Centre), a prace związane z jego budową są, po wydobyciu fosforytów, najważniejszym źródłem dochodów wyspy.
Ważnymi elementami budżetu wyspy jest transport, telekomunikacja i sektor rządowy (administracja, służba zdrowia, edukacja, policja i siły zbrojne – finansowane z budżetu Australii). Terytorium czerpie również dochód z emisji znaczków pocztowych.
W ostatnich latach znaczenie zdobywa turystyka. Wyspa utrzymuje stałe połączenia lotnicze z Perth, Singapurem, Kuala Lumpur i Wyspami Kokosowymi. W 1993 r. otwarto kasyno, lecz ze względu na zbyt małe dochody zamknięto je w 1998. W 2001 rząd Australii zgodził się na utworzenie na wyspie komercyjnego centrum lotów kosmicznych, lecz plany jego budowy nie wyszły poza wstępną fazę.
Na wyspie istnieje drobne rolnictwo ukierunkowane na rynek wewnętrzny. Uprawia się palmę kokosową, rośliny bulwiaste, warzywa i owoce. W niewielkim stopniu występuje również rybołówstwo.

## Ludność
Wyspa była pierwotnie niezamieszkana. Od początku wydobycia fosforytów oprócz nielicznego personelu administracyjno-inżynieryjnego, którymi byli Brytyjczycy, większość pracowników stanowili sprowadzeni z Singapuru chińscy i malajscy robotnicy. Z czasem, gdy warunki bytowe na wyspie stały się znośniejsze, posprowadzali oni tu rodziny i w 1961 r. spis ludności wykazał tu 3099 osób, w tym 2151 Chińczyków, 728 Malajów, 203 osoby pochodzenia europejskiego i 17 innych.
W 1978 r. ludność wyspy liczyła 3094 osoby, z czego 1717 Chińczyków, 839 Malajów, 426 Europejczyków i 112 innych. Poczynając od lat 80. liczba ta zaczęła systematycznie spadać. W 2010 roku szacunkowa liczba ludności wynosiła ok. 1400 osób, co daje gęstość zaludnienia 10,38 osób/km². Znaczną część ludności stanowią potomkowie robotników sprowadzanych z Singapuru, Chin i Malezji do pracy przy wydobywaniu fosforytów. Obecnie około 70% ludności stanowią Chińczycy, 20% Europejczycy, a 10% Malajowie. Językiem urzędowym jest angielski, lecz głównym językiem ludności pozostaje chiński, a szeroko używanym jest również malajski.

## Religia (2000)
- Buddyzm 75%
- Chrześcijaństwo 12%
- Islam 10%
- Inne 3%[9]